# Strzelanina w Dawson College
Strzelanina w Dawson College – strzelanina, do której doszło 13 września 2006 roku na uczelni Dawson College w Montrealu w Kanadzie. Sprawca, 25-letni Kimveer Singh Gill, najpierw otworzył ogień na zewnątrz budynku, a następnie wszedł do środka i kontynuował atak w szkolnej kafeterii – w strzelaninie zginęła 18-letnia studentka Anastasia De Sousa, a 19 innych osób zostało rannych, w tym wiele ciężko, sprawca natomiast popełnił samobójstwo. Była to trzecia najkrwawsza strzelanina szkolna w Montrealu po masakrze na Ecole Polytechnique z 1989 roku i strzelaninie na Uniwersytecie Concordia z 1992 roku.

## Przebieg
Napastnik wtargnął na teren uczelni i wszedł do kafeterii gdzie ostrzelał przebywających tam studentów. Chwilę później na miejsce zdarzenia przybyły dziesiątki policjantów, po czym sprawca popełnił samobójstwo; zastrzelił jedną osobę, a 19 ranił.

## Ofiary strzelaniny
W strzelaninie zginęła 18-letnia Anastasia De Sousa, a 19 innych osób zostało rannych, w tym jedna bardzo poważnie i musiała przechodzić skomplikowane operacje.

## Śledztwo
Policja w Montrealu początkowo mówiła o trzech strzelcach na terenie uczelni, ale szybko okazało się, że był jeden sprawca. Świadkowie ataku mówili, że sprawca był ubrany w czarny gotycki trencz i miał uczesanie w stylu irokeza. Podczas ataku użył trzech sztuk broni palnej, w tym karabinu półautomatycznego.
Pod koniec dnia policja poinformowała, że sprawcą strzelaniny był 25-letni Kimveer Gill z Laval.
W domu sprawcy ataku znaleziono notatkę samobójczą wychwalającą masakrę w Columbine High School i deklarującą chęć naśladowania i przysiężenie wierności jej sprawcom.

## Po ataku
Bezpośrednio po ataku na miejsce zdarzenia przybyły dziesiątki ambulansów i funkcjonariuszy policji. Studentów i personel ewakuowano z budynku z powodu zagrożenia terrorystycznego jako że spodziewano się wielu sprawców.
Zamknięto centra handlowe i wiele linii metra w mieście. Również miejscowe centrum konferencyjne zostało zamknięte w związku z atakiem. Początkowo w budynku tego przedsiębiorstwa ukryło się wielu ewakuowanych uczniów. Kilka godzin później okolice uczelni zostały otwarte po blokadzie.
Wiele osób ewakuowano także z pobliskiego Concordia University.
Policja po ataku powiedziała mediom, że badanie miejsca ataku zajmie jej funkcjonariuszom i śledczym co najmniej kilka dni.
Wiele osób doznało szoku psychicznego po ataku i było leczonych psychiatrycznie z powodu traumy po przeżyciu strzelaniny na uczelni Dawson College.

## Sprawca
Sprawcą ataku był 25-letni Kimveer Singh Gill, który nie był zapisany na tę uczelnię, i kilka lat wcześniej ukończył liceum Rosemere High School.
Na początku 1999 roku odbył służbę wojskową i miał styczność z bronią. Nie ukończył jednak wielu podstawowych form przeszkolenia i opuścił wojsko wkrótce potem. Swoim przyjaciołom mówił wielokrotnie o chęci zostania najemnikiem lub bojownikiem paramilitarnym.
Motywy sprawcy tej strzelaniny pozostają niejasne. Początkowo sądzono, że był to atak terrorystyczny, ale później ustalono, że było to działanie jednej osoby, która nie miała związku z organizacjami terrorystycznymi; napastnik podczas ataku był ubrany w długi czarny trencz, a w internecie napisał, że chciałby odtworzyć w prawdziwym życiu grę Postal, co doprowadziło do spekulacji, że napastnik mógł mieć zaburzenia psychiczne i fascynował się masakrą w Columbine High School.